# کاتسینا
کاتسینا (به لاتین: Katsina) یک شهر در نیجریه است که در ایالت کاتسینا واقع شده‌است.

## خصوصیات
کاتسینا ۱۴۲ کیلومترمربع مساحت و ۳۱۸٬۴۵۹ نفر جمعیت دارد.